# Браунсборо (Тексас)
Браунсборо (енгл. Brownsboro) град је у америчкој савезној држави Тексас. По попису становништва из 2010. у њему је живело 1.039 становника.

## Демографија
Према попису становништва из 2010. у граду је живело 1.039 становника, што је 243 (30,5%) становника више него 2000. године.
| Група             | 2000.       | 2010.       |
| Белци             | 734 (92,2%) | 839 (80,8%) |
| Афроамериканци    | 11 (1,4%)   | 30 (2,9%)   |
| Азијати           | 0 (0,0%)    | 0 (0,0%)    |
| Хиспаноамериканци | 42 (5,3%)   | 162 (15,6%) |
| Укупно            | 796         | 1.039       |